# Saint-Victor-en-Marche
Saint-Victor-en-Marche település Franciaországban, Creuse megyében. Lakosainak száma 348 fő (2022. január 1.). Saint-Victor-en-Marche Azat-Châtenet, La Chapelle-Taillefert, Montaigut-le-Blanc, Saint-Éloi, Saint-Léger-le-Guérétois és Saint-Silvain-Montaigut községekkel határos.

## Népesség
A település népessége az elmúlt években az alábbi módon változott:
| Lakosok száma | 410  | 322  | 297  | 353  | 369  | 381  | 376  | 359  | 355  | 348  |
|               | 1968 | 1982 | 1990 | 2006 | 2013 | 2015 | 2017 | 2019 | 2020 | 2022 |